# Фиголла
Фиголла (мальт. Figolla) — мальтийская пасхальная выпечка из песочного теста с начинкой из марципана. Традиция приготовления этого вида пряников восходит к XVI веку. Название figolla (мн. ч. мальт. figolli), скорее всего, происходит от итал. figura — «форма». Для приготовления фиголли используют жестяную выемку, вырезая две одинаковые фигурки, между которыми закладывается начинка из марципана. Готовые пряники украшаются глазурью светлых цветов, кондитерскими жемчужинами, шоколадными яйцами. Фиголли делают разных размеров, раньше это были довольно большие фигурки людей (20—30 см), теперь обычно делают фигурки утят, зайчиков, птичек. Сейчас на Мальте перед Пасхой продаётся огромное количество промышленно приготовленных и упакованных пряников.

## Рецепт
Из масла, сахара, яиц, муки и апельсиновой цедры замесить крутое тесто. Тесто завернуть в плёнку и убрать на час в холодильник. За это время приготовить марципан (можно воспользоваться и готовым). Тесто раскатать, вырезать фигурку, выложить начинку, сверху накрыть такой же фигуркой из теста и прижать аккуратно края. Выпекать в разогретой духовке. Готовые фиголли украсить глазурью, когда они остынут.